# Wijan Ponlid
Wijan Ponlid est un boxeur thaïlandais né le 26 avril 1976 à Amphoe Si Satchanalai.

## Carrière
Il devient champion olympique des poids mouches aux Jeux de Sydney en 2000 après sa victoire en finale contre le Kazakh Bulat Jumadilov.

## Parcours auxJeux olympiques
Jeux olympiques d'été de 2000 à Sydney (poids mouches) :
- Bat Vardan Zakaryan (Allemagne) par arrêt de l'arbitre au 4e round
- Bat Andrew Singh Kooner (Canada) 11-7
- Bat Manuel Mantilla (Cuba) 19-8
- Bat Wladimir Sidorenko (Ukraine) 14-11
- Bat Bulat Jumadilov (Kazakhstan) 19-12